# Kuňovice
Kuňovice település Csehországban, a Benešovi járásban. Kuňovice Chmelná, Javorník, Miřetice, Zdislavice, Borovnice és Mnichovice településekkel határos. Lakosainak száma 85 fő (2024. január 1.).

## Népesség
A település lakosságának változását az alábbi diagram mutatja:
| Lakosok száma | 278  | 211  | 188  | 132  | 99   | 89   | 91   | 94   | 90   | 85   |
|               | 1869 | 1900 | 1921 | 1961 | 1980 | 2011 | 2016 | 2019 | 2021 | 2024 |